# 5-甲氧基-1-萘酚
5-甲氧基-1-萘酚是一种有机化合物，分子式C11H10O2，属于萘酚衍生物，存在于黄杞（Engelhardtia roxburghiana）等植物中。